# Čtyřdrátový okruh
Čtyřdrátový okruh (hovorově čtyřdrát) je v telekomunikacích telekomunikační okruh tvořený čtyřmi vodiči, které tvoří dva oddělené elektrické obvody. Každý obvod lze použít jako samostatný telekomunikační kanál, kterým je přenášen signál v jednom směru, což umožňuje plně duplexní provoz s nízkými přeslechy.
Historicky byly čtyřdrátové okruhy používány v telefonii pro přenos a přepojování hovorového signálu v základním pásmu v ústřednách telefonní společnosti, než nástup digitální modulace a elektronických přepojovacích polí používání signálu v základním pásmu eliminovaly téměř z celé telekomunikační infrastruktury s výjimkou místní smyčky. Místní smyčka je tradičně realizována jako dvoudrátový okruh z jediného hlavního důvodu: pro dosažení co nejnižší ceny. Použití poloviny počtu měděných vodičů na okruh znamená, že náklady na infrastrukturu pro zapojení každého obvodu jsou poloviční. Přestože dvoudrátový okruh je nižší kvality, lokální smyčka umožňuje plně duplexní provoz pomocí telefonního hybridu, který vyvažuje úroveň signálu z blízkého a vzdáleného konce.
Při rozšiřování veřejné komutované telefonní sítě co do počtu přípojek i dosahu, se používání mnoha jednotlivých vodičů v telekomunikačních sítích stalo natolik nepraktickým a náročným na práci, že se pro vysokorychlostní kmenové obvody realizující propojení v rámci telefonní ústředny i mezi telefonními ústřednami začaly používat nejdříve koaxiální kabely s velkou šířkou pásma (které zůstávají oblíbené i v 21. století, v USA je používají místní telefonní ústředny (Class-5) realizované ústřednami Lucent 5ESS do současnosti), mikrovlnné spoje a nakonec kabely s optickými vlákny. S nárůstem používání osobních počítačů na konci 20. století došlo k dočasnému oživení zájmu o čtyřdrátové okruhy, které se používaly jako vyhrazené linky pro propojení firemních počítačových sítí a pro připojení firemních sítí k poskytovateli internetových služeb pomocí modemů, dokud nezačalo být široce dostupné připojení pomocí DSL a kabelových modemů .